# Penionomus longipalpis
Penionomus longipalpis là một loài nhện trong họ Salticidae.
Loài này thuộc chi Penionomus. Penionomus longipalpis được Eugène Simon miêu tả năm 1889.